# Michela Brunelli
Michela Brunelli, née le 5 juillet 1974 à Bussolengo en Vénétie, est une pongiste handisport italienne concourant en classe 3. Après l'argent par équipes — avec Federica Cudia, Pamela Pezzutto et Clara Podda — aux Jeux de 2008, elle obtient une médaille de bronze toujours par équipes — avec Giada Rossi cette fois — aux Jeux de 2020.

## Biographie
En 1992, alors qu'elle vient d'avoir 18 ans, elle est victime d'un accident de voiture qui lui cause une lésion de la moelle épinière au niveau des vertèbres C6 et C7 qui la rend paraplégique.
Elle remporte sa première médaille internationale lors des Mondiaux 2004 à Paris avec l'argent par équipes puis l'année suivante, aux Europe à Jesolo, elle obtient sa première médaille en individuel avec le bronze. Pour ses premiers Jeux en 2008, elle monte sur la 2e marche du podium par équipes avec ses coéquipières Federica Cudia, Pamela Pezzutto et Clara Podda, battue en finale par les Chinoises Li Qian et Liu Jing. En individuel, elle perd le match pour la médaille de bronze face à la Slovène Mateja Pintar 3 sets à 0.
Les Jeux paralympiques d'été de 2012 est la première compétition durant laquelle elle ne monte sur aucun podium. En individuel, elle ne dépasse pas le stade des séries et par équipes, elle est battue en petite finale par l'équipe britannique. En 2016, elle est éliminée en quarts de finale, en individuel et par équipes. Lors de ses quatrième Jeux en 2021, Brunelli remporte le bronze par équipes avec Giada Rossi.

## Palmarès

### Jeux paralympiques
- médaille d'argent par équipes classe 1-3 aux Jeux paralympiques d'été de 2008 à Pékin
- médaille de bronze par équipes classe 1-3 aux Jeux paralympiques d'été de 2020 à Tokyo

### Championnats du monde
- médaille d'or par équipes classe 3 aux Mondiaux 2017 à Bratislava
- médaille d'argent par équipes classe 1-3 aux Mondiaux 2010 à Gwangju
- médaille de bronze par équipes classe 1-3 aux Mondiaux 2006 à Montreux

### Championnats d'Europe
- médaille d'argent en individuel classe 3 aux Europe 2019 à Helsingborg
- médaille de bronze par équipes classe 1-3 aux Europe 2019 à Helsingborg
- médaille de bronze par équipes féminine classe 2-3 aux Europe 2017 à Laško